# Glane Dancèze
Die Glane Dancèze (auch Glane d’Ancèze geschrieben) ist ein kleiner Fluss in Frankreich, der im Département Corrèze in der Region Nouvelle-Aquitaine verläuft. Sie entspringt im nordwestlichen Gemeindegebiet von Saint-Julien-aux-Bois, entwässert generell in südwestlicher Richtung und mündet nach rund 18 Kilometern im Gemeindegebiet von Saint-Geniez-ô-Merle im Rückstau der Barrage de Hautefage als rechter Nebenfluss in die Maronne. Im Unterlauf wird der Fluss auch als Glane de Malesse bezeichnet.

## Orte am Fluss
(Reihenfolge in Fließrichtung)
- Miermont, Gemeinde Saint-Julien-aux-Bois
- Ancèze, Gemeinde Saint-Julien-aux-Bois
- Le Rial, Gemeinde Saint-Privat
- Doulet, Gemeinde Saint-Julien-aux-Bois
- La Croix de Péchal, Gemeinde Saint-Cirgues-la-Loutre
- Pers, Gemeinde Saint-Cirgues-la-Loutre
- Lacombe, Gemeinde Saint-Geniez-ô-Merle